# Rytomoczydła
Rytomoczydła – wieś sołecka w Polsce położona w województwie mazowieckim, w powiecie grójeckim, w gminie Jasieniec. Leży nad rzeką Czarną.
Wieś szlachecka położona była w drugiej połowie XVI wieku w powiecie wareckim ziemi czerskiej województwa mazowieckiego. W latach 1975–1998 miejscowość administracyjnie należała do województwa radomskiego.
Przez miejscowość przebiega droga wojewódzka nr 730.
W miejscowości znajduje się zespół dworski z pierwszej połowy XIX wieku. Dwór został wybudowany dla rodziny Radzimińskich a na początku XX wieku został przebudowany na polecenie rodziny Rostkowskich. Obecnie, odrestaurowany dwór, stoi w otoczeniu pozostałości parku dworskiego, z dobrze zachowaną aleją dojazdową.